# Агуас-Буэнас
А́гуас-Буэ́нас (исп. Aguas Buenas) — населённый пункт сельского типа в центральной части Уругвая, в департаменте Дурасно.

## География
Расположен в 7 км от деревни Сан-Хорхе, в 45 км от города Вилья-дель-Кармен и примерно в 100 км от административного центра департамента, города Дурасно. Абсолютная высота — 46 метров над уровнем моря.

## Население
Население по данным на 2011 год составляет 86 человек.
| Год  | Население |
| ---- | --------- |
| 1963 | 109       |
| 1975 | 104       |
| 1985 | 106       |
| 1996 | 83        |
| 2004 | 110       |
| 2011 | 86        |

Источник: Instituto Nacional de Estadística de Uruguay